# Index van de menselijke ontwikkeling
| ■ 0.800–1.000 (zeer hoog) ■ 0.700–0.799 (hoog) ■ 0.550–0.699 (matig) | ■ 0.350–0.549 (laag) ■ Data niet beschikbaar |

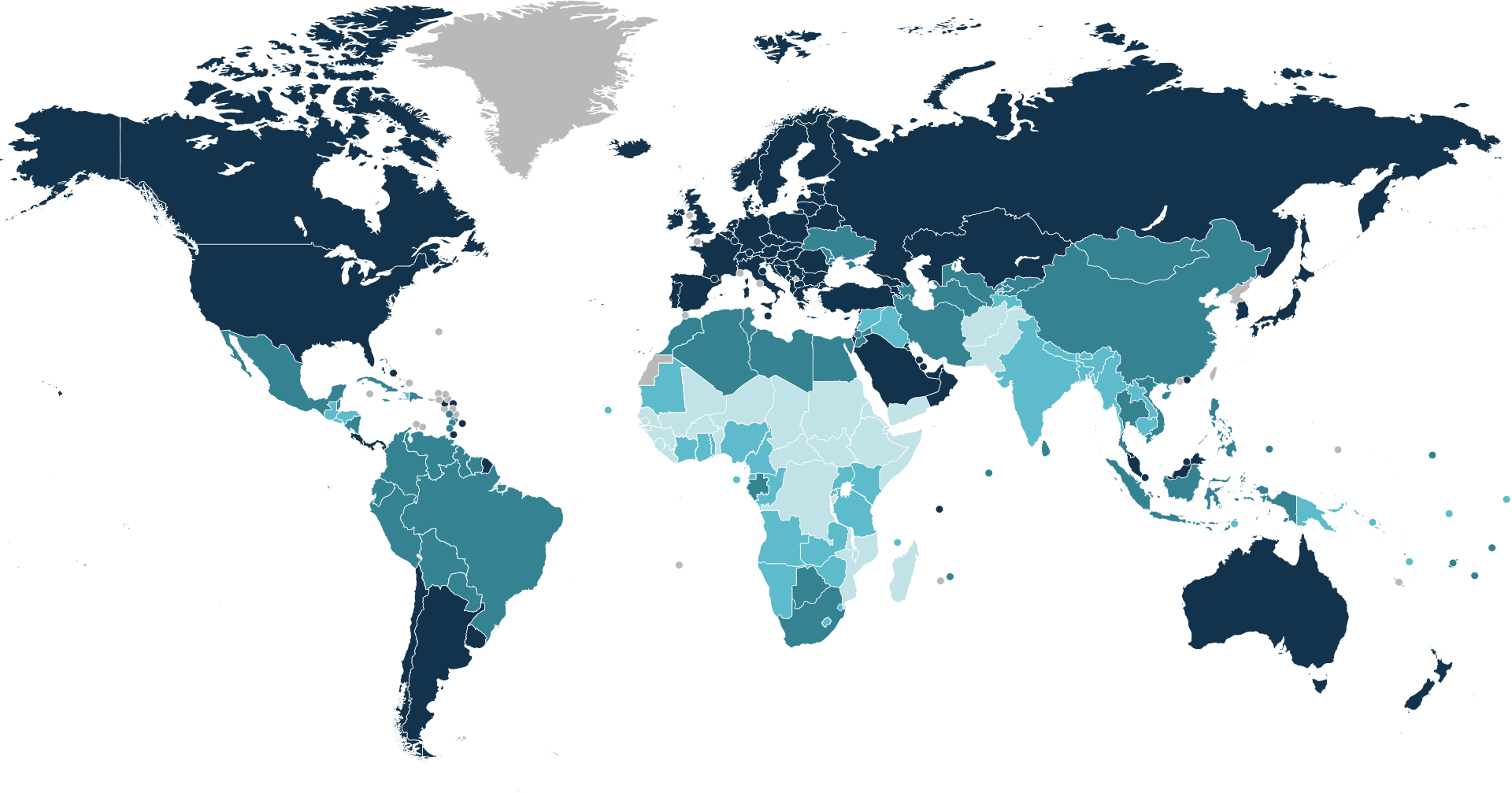
Wereldkaart van de index van de menselijke ontwikkeling (2023)

De index van de menselijke ontwikkeling (ontwikkelingsindex), VN-index (welzijnsindex) of Human Development Index (HDI) van de Verenigde Naties meet voornamelijk armoede, analfabetisme, onderwijs en levensverwachting in een bepaald land of gebied. De index werd in 1990 ontwikkeld door de Pakistaanse econoom Mahbub ul Haq en wordt sinds 1993 door de UNDP gebruikt in haar jaarlijkse rapport.
De index meet de gemiddelde prestaties van een land, opgedeeld in drie categorieën:
- Volksgezondheid, aan de hand van de gemiddelde levensverwachting bij de geboorte.
- Kennis, aan de hand van de alfabetiseringsgraad en het deel van de bevolking dat primaire, secundaire en tertiaire educatie doorloopt.
- Levensstandaard, aan de hand van het bruto nationaal product per hoofd van de bevolking, in koopkrachtpariteit in dollars.

De landen met de hoogste HDI liggen in Noord-Amerika, zuidelijk Latijns-Amerika, Europa, Oost-Azië (Japan, Zuid-Korea, Taiwan), Oceanië (Australië en Nieuw-Zeeland) en de Golfstaten (Saoedi-Arabië, Qatar, Bahrein, Oman, VAE, Koeweit).

## Berekening Human Development Index (sinds 2010)
Er worden drie genormaliseerde indices gebruikt:
1. Levensverwachtingsindex (Life Expectancy Index): {\displaystyle LEI={\frac {{\textrm {LE}}-20}{85-20}}}
LE: Levensverwachting bij de geboorte (Life Expectancy)
2. Onderwijsindex (Education Index) {\displaystyle EI={\frac {\sqrt {{\textrm {MYSI}}\cdot {\textrm {EYSI}}}}{2}}}
Gemiddelde scholingsjarenindex (Mean Years of Schooling Index): {\displaystyle MYSI={\frac {\textrm {MYS}}{15}}}[1]
MYS Gemiddeld aantal jaren scholing voor een 25-jarige (Mean Years of Schooling)
Verwachte scholingsjarenindex (Expected Years of Schooling Index) {\displaystyle EYSI={\frac {\textrm {EYS}}{18}}}[2]
EYS Verwacht aantal jaren scholing voor een 5-jarige (Expected years of Schooling)
3. Inkomensindex (Income Index) {\displaystyle II={\frac {\ln({\textrm {GNIpc}})-\ln(100)}{\ln(75000)-\ln(100)}}}
GNIpc: Bruto nationaal inkomen per hoofd van de bevolking (Gross national income at purchasing power parity per capita)

De uiteindelijke index is het meetkundig gemiddelde van de drie genormaliseerde indices:
{\displaystyle {\textrm {HDI}}={\sqrt[{3}]{{\textrm {LEI}}\cdot {\textrm {EI}}\cdot {\textrm {II}}}}.}

## Kritiek
Sedert de eerste publicatie van het rapport in 1990 zijn een aantal wetenschappelijke kritieken gerezen, die vooral verband houden met de keuze en de weging van de toegepaste indicatoren. In 2011 publiceerde het UNDP zelf een overzicht van de kritieken, met aansluitend voorstellen tot verbetering van de Index.

## HDI-rapporten

### HDI-rapport 2020 (met data uit 2019)
Het rapport vraagt zich af of een “terugkeer naar normaal”, na de coronapandemie, wenselijk of zelfs mogelijk is. Bij een geforceerde “terugkeer naar normaal”, dreigt onze toekomst te verzanden in eindeloos crisisbeheer in plaats van menselijke ontwikkeling.:p. 4
De top 10 van het vorige rapport (2019) vertoont slechts minieme verschuivingen, Grootste stijgers zijn Oekraïne, Azerbeidzjan, Palestina en Kirgizië. De grootste dalers in de hele reeks zijn Hongkong, Singapore, Panama, Brazilië, Suriname, Zuid-Afrika, en de Comoren.

### HDI-rapport 2019 (met data uit 2018)
Noorwegen staat net als in de voorgaande jaren op de eerste plaats, gevolgd door Zwitserland en Ierland. In totaal hebben 62 landen een score van 0,800 of hoger en vallen daarmee in de categorie met een zeer hoge ontwikkelingsindex. De dertig landen bovenaan de lijst:
| 1. Noorwegen 2. Zwitserland 3. Ierland 4. Duitsland 5. Hongkong 6. Australië 7. IJsland 8. Zweden 9. Singapore 10. Nederland | 1. Denemarken 2. Finland 3. Canada 4. Nieuw-Zeeland 5. Verenigd Koninkrijk 6. Verenigde Staten 7. België 8. Liechtenstein 9. Japan 10. Oostenrijk | 1. Luxemburg 2. Israël 3. Zuid-Korea 4. Slovenië 5. Spanje 6. Tsjechië 7. Frankrijk 8. Malta 9. Italië 10. Estland |

Van de twintig landen die het slechtst uit het rapport kwamen, liggen er 19 in Afrika. Alleen Jemen op plaats 177 ligt niet in Afrika. De HDI toont onderaan grote overeenkomsten met de lijst van minst ontwikkelde landen. De tien landen onder aan de lijst van de UNDP waren:
| 1. Mozambique 2. Sierra Leone 3. Burkina Faso 4. Eritrea 5. Mali 6. Burundi 7. Zuid-Soedan 8. Tsjaad 9. Centraal-Afrikaanse Republiek 10. Niger |

### HDI rapport 2016 (met data uit 2015)
De dertig landen die bovenaan de lijst hebben gestaan:
| 1. Noorwegen 2. Australië 3. Zwitserland 4. Duitsland 5. Denemarken 6. Singapore 7. Nederland 8. Ierland 9. IJsland 10. Canada | 1. Verenigde Staten 2. Hongkong 3. Nieuw-Zeeland 4. Zweden 5. Liechtenstein 6. Verenigd Koninkrijk 7. Japan 8. Zuid-Korea 9. Israël 10. Luxemburg | 1. Frankrijk 2. België 3. Finland 4. Oostenrijk 5. Slovenië 6. Italië 7. Spanje 8. Tsjechië 9. Griekenland 10. Brunei |

Van de twintig landen die het slechtst uit het rapport van 2016 kwamen, liggen er 19 in Afrika (alleen Afghanistan niet). De tien landen onder aan de lijst van de UNDP waren:
| 1. Eritrea 2. Sierra Leone 3. Mozambique 4. Zuid-Soedan 5. Guinee 6. Burundi 7. Burkina Faso 8. Tsjaad 9. Niger 10. Centraal-Afrikaanse Republiek |

### HDI rapport 2014 (met data uit 2013)
De dertig landen die bovenaan de lijst hebben gestaan:
| 1. Noorwegen 2. Australië 3. Zwitserland 4. Nederland 5. Verenigde Staten 6. Duitsland 7. Nieuw-Zeeland 8. Canada 9. Singapore 10. Denemarken | 1. Ierland 2. Zweden 3. IJsland 4. Verenigd Koninkrijk 5. Hongkong 6. Zuid-Korea 7. Japan 8. Liechtenstein 9. Israël 10. Frankrijk | 1. Oostenrijk 2. België 3. Luxemburg 4. Finland 5. Slovenië 6. Italië 7. Spanje 8. Tsjechië 9. Griekenland 10. Brunei |

De tien landen onder aan de 2014 lijst van de UNDP waren:
| 1. Mozambique 2. Guinee 3. Burundi 4. Burkina Faso 5. Eritrea 6. Sierra Leone 7. Tsjaad 8. Centraal-Afrikaanse Republiek 9. Congo-Kinshasa 10. Niger |

### HDI rapport 2004
De voor het rapport van 2004 gebruikte cijfers zijn voornamelijk afkomstig uit 2001 en 2002. De dertig landen die bovenaan de lijst hebben gestaan:
| 1. Noorwegen 2. Zweden 3. Australië 4. Canada 5. Nederland 6. België 7. IJsland 8. Verenigde Staten 9. Japan 10. Ierland | 1. Zwitserland 2. Verenigd Koninkrijk 3. Finland 4. Oostenrijk 5. Luxemburg 6. Frankrijk 7. Denemarken 8. Nieuw-Zeeland 9. Duitsland 10. Spanje | 1. Italië 2. Israël 3. Hongkong 4. Griekenland 5. Singapore 6. Portugal 7. Slovenië 8. Zuid-Korea 9. Barbados 10. Cyprus |

De tien landen onder aan de 2004 lijst van de UNDP waren:
| 1. Congo-Kinshasa 2. Centraal-Afrikaanse Republiek 3. Ethiopië 4. Mozambique 5. Guinee-Bissau 6. Burundi 7. Mali 8. Burkina Faso 9. Niger 10. Sierra Leone |

## Human Sustainable Development Index (HSDI)
In de HDI worden ontwikkelde en olierijke landen bovenaan geplaatst, zonder rekening te houden met de kostprijs en de gevaren van hun ontwikkeling voor de planeet en de toekomst van de mens. Men gaat ervan uit dat natuurlijke hulpbronnen ongelimiteerd zijn, en er wordt nauwelijks aandacht besteed aan de fundamentele verschuivingen in de fysische, biologische en chemische processen van de Aarde, die het resultaat zijn van die ontwikkeling.
Een aangepaste index moet rekening houden met de per capita koolstofemissies van elk land, om te komen tot een “Index van duurzame menselijke ontwikkeling” (Human Sustainable Development Index, HSDI).
Voerde men over 2010 een herberekening uit volgens deze HSDI (dus de HDI plus koolstofemissies per capita), dan vallen vooral landen als de Verenigde Staten, Australië, Canada en de Golfstaten terug op veel lagere posities van ontwikkeling. Voor Nederland en België veranderden de scores weinig, Noorwegen bleef aan de top. Volgens bepaalde inschattingen zou Cuba naar voren komen als een duurzaam ontwikkeld land.